# 地球快適化インスティテュート
株式会社地球快適化インスティテュート（ちきゅうかいてきか - 、The KAITEKI Institute, Inc.）は、東京都港区に本社を置く日本の研究機関である。三菱ケミカルホールディングスが環境・エネルギー問題など人類が直面する課題の解決を目指し2009年4月1日付で設立。